# Grand Prix Legends
Grand Prix Legends – symulator o tematyce Formuły 1, stworzony przez Papyrus Design Group i wydany w 1998 roku przez Sierra Sports. Gra jest symulacją sezonu 1967.
Gra była chwalona za wysoki realizm. Wokół gry powstała społeczność, która istnieje do dziś, tworząc różnego rodzaju modyfikacje.

## Rozgrywka
Gra jest symulacją sezonu 1967 Formuły 1, co oznacza, że zawiera wszystkie 11 torów tamtego sezonu (jednakże w grze Grand Prix Francji ma miejsce na torze Rouen-Les-Essarts, podczas gdy w rzeczywistości odbywało się na torze Bugatti). Gracz ma do wyboru takie samochody, jak Lotus 49, Ferrari 312, Eagle T1G, Brabham BT24 oraz fikcyjne Murasama MA-310 i Coventry 19R, bazujące odpowiednio na Hondzie RA300 i Cooperze T81B. Każdy samochód różni się osiągami i sposobem prowadzenia. Skład kierowców jest stały i zawiera również kierowców, którzy w sezonie 1967 Formuły 1 jeździli tylko okazyjnie, jak Ludovico Scarfiotti, Mike Parkes czy Jacky Ickx. Ze względów licencyjnych pominięty został Jackie Stewart.
W grze położono nacisk na realizm, detale i takie czynniki, jak siła grawitacji czy przyspieszenia. Samochody prowadzą się ciężko, a ważnym elementem jest odpowiednie ich ustawienie.
Gra oferowała rozgrywkę jedno- oraz wieloosobową (przez internet lub sieć lokalną).

## Kierowcy
| Zespół                      | Nr 1 | Kierowca 1      | Nr 2 | Kierowca 2           | Nr 3 | Kierowca 3     | Nr 4 | Kierowca 4          | Nr 5 | Kierowca 5     |
| --------------------------- | ---- | --------------- | ---- | -------------------- | ---- | -------------- | ---- | ------------------- | ---- | -------------- |
| Brabham Racing Organisation | 1    | Jack Brabham    | 2    | Denis Hulme          |      |                |      |                     |      |                |
| British Racing Motors       | 13   | Chris Irwin     | 8    | Jean-Pierre Beltoise |      |                |      |                     |      |                |
| Coventry Car Company        | 14   | Jochen Rindt    | 15   | Pedro Rodriguez      | 12   | Jacky Ickx     | 17   | Jo Siffert          | 11   | Joakim Bonnier |
| Anglo-American Racers       | 9    | Dan Gurney      | 19   | Bruce McLaren        | 10   | Richie Ginther |      |                     |      |                |
| Scuderia Ferrari            | 18   | Lorenzo Bandini | 3    | Chris Amon           | 20   | Mike Parkes    | 16   | Ludovico Scarfiotti |      |                |
| Team Lotus                  | 5    | Jim Clark       | 6    | Graham Hill          |      |                |      |                     |      |                |
| Murasama Motors             | 7    | John Surtees    |      |                      |      |                |      |                     |      |                |

## Odbiór gry
Gra została bardzo pozytywnie odebrana. Chwalono ją za jej realizm, wskazując, że samochody prowadzą się jak rzeczywiste samochody lat 60., a także za ładną grafikę, w tym takie szczegóły, jak kibice, trójwymiarowy kokpit czy dokładne lusterka. Krytykowano natomiast ograniczoną liczbę kamer (dwie) dostępną podczas jazdy.